# Боксит (предприятие)

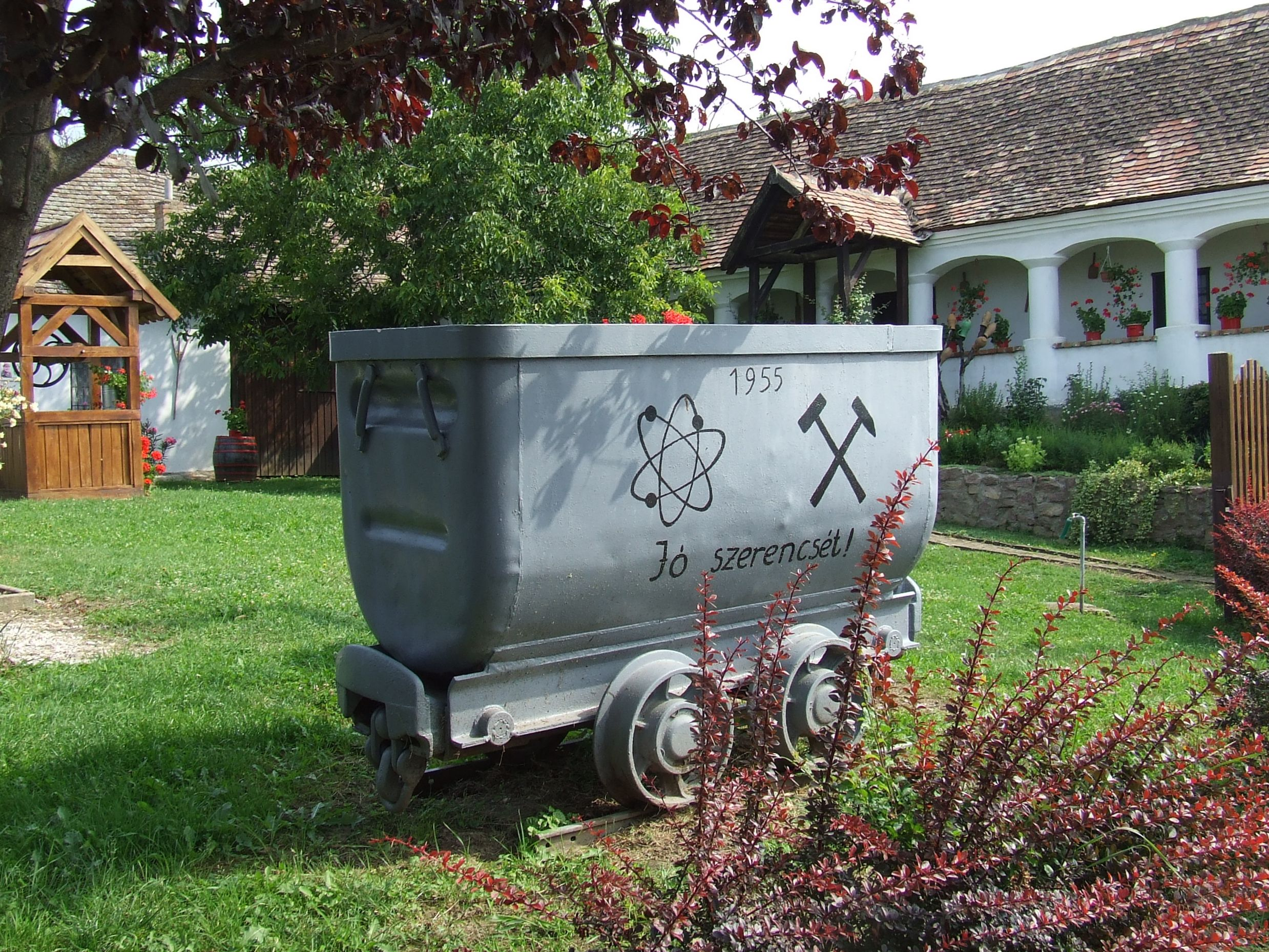
Памятник в с. Баконя (район 2-го рудника)

«Боксит» — совместное советско-венгерское уранодобывающее предприятие, созданное в 1950-е гг. для разработки месторождения Мечек и поставок урановой продукции в СССР и действовавшее до середины 1990-х гг.

## Предыстория
До 1945 года в Венгрии занимались исследованием радиоактивности практически исключительно в связи с содержанием радия в подземных водах. В послевоенное время, в 1947 году, был начат первичный поиск возможных месторождений радиоактивных руд. В ходе замеров радиоактивности пермского песчаника в районе населенного пункта Кёвагосёлёш (венг.) в горах Мечек было зафиксировано излучение, соответствующее 20-36 г/т радиоактивного вещества. На основании этого венгерские геологи предположили возможность нахождения в этой местности уранового месторождения, на котором добыча руды была бы целесообразна.
В первые послевоенные годы правительство СССР заключило долгосрочное соглашение с правительствами ГДР, Чехословакии, Румынии, Венгрии и ряда других стран о совместных поисках, разведке и разработке месторождений радиоактивных руд (и возможной дальнейшей поставке уранового сырья или продукции Советскому Союзу). В этой связи за рубежом был создан целый ряд совместных предприятий, в число которых вошла и экспедиция (а затем — уранодобывающее предприятие) в Венгрии.
В 1952 году правительство Венгрии обратилось к СССР с предложением провести геологическую ревизию имеющихся месторождений, прежде всего — угольных, на содержание радиоактивных элементов. На основании межправительственной договорённости Совет Министров СССР распоряжением от 8 января 1953 года создал финансируемую за счёт бюджета СССР специальную экспедицию, получившую условное название «Бокситовой».
Экспедиция начала полевые работы с апреля 1953 года. Первоначально были исследованы существующие угольные и рудные шахты; в отвалах отдельных угольных шахт было обнаружено излучение, но очень небольшое. Затем были изучены породы в горах Веленце и Мечек. Летом 1953 года в предгорьях Мечека в районе города Печ в пермском песчанике была зафиксировано значительное излучение, в связи с чем были проведены дальнейшие детальные замеры, а также геологическая и геодезическая съёмка; с целью ускорения работ сюда были перенаправлены все исследовательские группы. На основании разысканий к концу 1955 года было намечено три района возможной промышленной добычи — Делсёлёш (Южный Сёллёш), Баконя (венг.) и Тотвар — и осуществлён первичный подсчёт предполагаемых рудных запасов.

## Начальный период

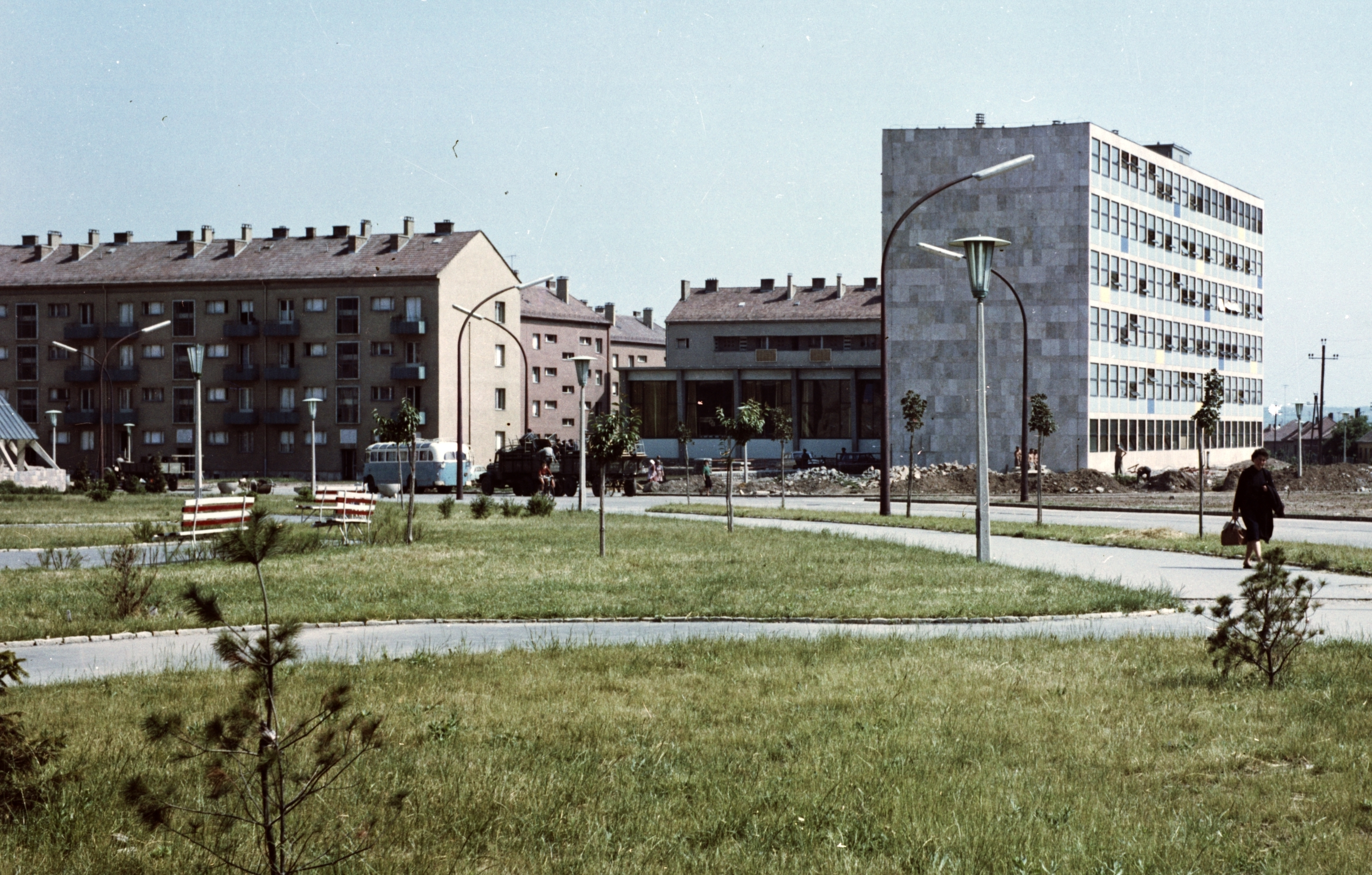
Вид на микрорайон горняков-уранщиков в г. Печ. Справа — здание дирекции Мечекского горнорудного предприятия

8 июня 1955 года был подписан межправительственный протокол, в соответствии с которым венгерское правительство учредило Венгерскую специальную геологическую экспедицию; финансирование её работ осуществлялось обеими сторонами в равных долях. Позднее, в 1955 году, в соответствии с этим же протоколом была создана Постоянная советско-венгерская комиссия по урану.
На основании геологических изысканий 1953—1955 годов промышленная добыча на Мечекском месторождении была признана целесообразной, и на его базе на основании советско-венгерского соглашения по урану от 20 марта 1956 года венгерским правительством было создано «Венгерское национальное предприятие „Боксит“» («Бокситовые шахты»).
Название было выбрано по предложению советской стороны. В советском документообороте совместное предприятие имело название «Боксит», сохранявшееся на протяжении всего периода его существования. Венгерская сторона впоследствии именовала предприятие иначе (в 1964 году предприятие получило венгерское наименование «Мечекские рудники», затем — «Мечекское горнорудное предприятие»).
В том же 1956 году было начато строительство объектов в районе месторождения — проложена вертикальная выработка 1-го рудника глубиной 120 м и начаты работы на 2-м руднике.
Содержание урана в руде месторождения составляло 0,12 %, то есть 1,2 кг урана на тонну руды (добыча урана считается рентабельной, как правило, при содержании 0,3 %). Усложняло процесс добычи и залегание руды, которая встречалась в песчанике не связанно, а в виде линзоподобных вкраплений. Выработка требовала частых замеров, требовалось многократное бурение на поверхности и в шахтах, что делало производство ещё более расходным. Несмотря на эти сложности, советская сторона полагала необходимым продолжать разработку месторождения и содействовала ей.
С 1956 году руководство предприятием «Боксит» и геологической службой осуществляли венгерские специалисты. Советские специалисты занимали должности консультантов.
Работы были временно прекращены во время Венгерского восстания 1956 года. Через три месяца, уже в 1957 году, предприятие было заново учреждено и получило венгерское название «Печские урановые рудники».
В 1958 году было подписано новое межправительственной соглашение, в соответствии с которым все предыдущие договорённости утрачивали силу. В том же году в СССР была отправлена первая партия необогащённого уранового сырья.
С 1 января 1958 года венгерское правительство полностью приняло на себя проведение и финансирование геологоразведочных работ, а Советский Союз гарантировал предоставление долгосрочных кредитов на горно-буровую разведку, строительство рудников и будущего гидрометаллургического завода.
Гидрометаллургический завод в селе Пеллерд (венг.) был введён в эксплуатацию в 1963 году и достиг полной мощности в 1965-м. С тех пор уран в СССР поставлялся в виде хим. концентратов (в частности, жёлтого кека (U3O8)). В разработке технологической схемы завода и внедрении применяемых технологий в производство принимали участие командированные в Венгрию сотрудники ВНИИХТ.

## Дальнейшая разработка месторожденияи увеличение объёмов производства
Первоначально добыча велась на глубине 120—180 м, но вскоре пришлось осваивать и более глубоко залегающие пласты. Это было обусловлено необходимостью сохранения объёмов производства. Предприятие «Боксит» одновременно с добычей урановой руды продолжало детальную горнобуровую разведку на всех трёх рудниках и осуществляло буровую разведку глубоких горизонтов и дальних флангов месторождения. Полученный на вновь разведанных участках прирост запасов урановых руд полностью компенсировал погашение запасов текущей добычей в 1958—1963 гг. Абсолютный прирост запасов урана в недрах за эти годы превысил погашение запасов отработкой в 1,9 раза.
Ввод в эксплуатацию гидрометаллургического завода поставил задачу дальнейшего увеличения объёмов добычи сырья.
Для организации добычи на глубоких горизонтах было достигнуто соглашение об оказании Советским Союзом ВНР технической помощи путём составления технического проекта, проекта организации проходки стволов шахт, командирования советских специалистов и поставки оборудования. Техническая помощь оказывалась советским предприятием «Кривбассшахтопроходка».
В первом полугодии 1964 г. в Венгрию были поставлены шахтопроходческое оборудование и технические материалы, а также направлены тринадцать специалистов для оказания технической помощи в монтаже оборудования и организации работ по проходке стволов.
Проходка новых выработок велась с мая 1964 по август 1968 г. Новые стволы вскрыли горизонты 400—700 м ниже поверхности земли, на которых сосредоточены основные запасы Мечекского месторождения.
Вскоре на 3-м руднике добыча велась уже на глубине 430 м от поверхности земли.
В 1970 г. общая сумма разведанных запасов урана на месторождении составляла 20,7 млн. т руды против первоначально утверждённых в 1958 г. 8,15 млн т. По оценкам венгерских и советских геологов, прогнозы по горизонтам 800 и 900 м 4-го рудника могли увеличить цифру запасов на 25-30 %.
В 1970-е гг. на руднике № 5 венгерские горняки в сотрудничестве со специалистами комбината «Кривбассшахтопроходка» начали проходить два ствола по 1065 м каждый. С нижнего горизонта этого рудника намечалось вскрыть более глубокие горизонты. Отдельные выработки здесь доходили до уровня 1200 м от поверхности земли. В таких условиях эксплуатация рудника требовала решения задач вентиляции и охлаждения воздуха.
На этих больших глубинах были обнаружены дальнейшие запасы урановой руды. В 1975 г. на руднике была проложена самая глубокая и по сей день в Венгрии выработка, доступная для человека. Она находится на глубине почти 1,5 км от поверхности земли (1150 м ниже уровня моря). Пуск главного ствола рудника состоялся в 1984 г.
По современным данным, за всё время работы предприятие в общей сложности дало 20463 т металлического урана.

## Участие советской стороны в работе предприятия «Боксит»
Советские специалисты в той или иной мере участвовали в работе предприятия с первых лет его существования. Советско-венгерское сотрудничество в уранодобывающей отрасли регулировалось межправительственным соглашением, обновляемым каждые 10—15 лет вплоть до принятия венгерской стороной решения о завершении деятельности совместного предприятия. В 1960-е гг. в Будапеште (в последующие годы — в Будапеште и в г. Печ) в долгосрочной командировке находились несколько сотрудников, направленных Министерством среднего машиностроения СССР, институтами ПромНИИпроект и ВНИИХТ. В Венгрии работали специалисты-шахтопроходчики комбината «Кривбассшатхтопроходка». Руководитель советской экспертной группы — представитель Минсредмаш СССР — поддерживал контакт с руководством и специалистами Мечекского горнорудного предприятия, а также с Министерством тяжёлой промышленности (впоследствии — с Министерством промышленности) Венгрии, по вопросам добычи, переработки и поставок урановой продукции.

## Закрытие предприятия
26 июля 1979 года было подписано межправительственное соглашение о сотрудничестве по урану между СССР и ВНР на следующие 15 лет.
Запасы урана на Мечекском месторождении на начало 1980 года оставались неизменными, несмотря на увеличение добычи на 13 % в предшествовавшую пятилетку. Исходя из уровня погашения 1985 года, предприятие было обеспечено запасами урана на 30 лет, а с учётом прогнозов по 4-му и 5-му рудникам — на 50 лет.
В июле 1990 года, уже после смены государственного строя в Венгрии, на заседании советско-венгерской Межминистерской рабочей комиссии с участием представителей Министерства атомной энергетики и промышленности СССР и Министерства промышленности и торговли Венгерской Республики стороны в целом подтвердили намерения продолжить сотрудничество по урану в новых экономических условиях, в том числе с учётом советских поставок ТВЭЛ для АЭС «Пакш».
Однако впоследствии венгерской стороной было принято решение о постепенном прекращении добычи урана в горах Мечек. Последняя вагонетка с рудой была вывезена из шахты в 1997 году. В следующем году из Венгрии уехали российские специалисты. Выработки были законсервированы, а Мечекское горнорудное предприятие преобразовано в несколько организаций, проводящих работы по рекультивации местности на бывших объектах и территориях, связанных с добычей и переработкой урана.